# رنگ آب
رنگ آب (انگلیسی: Color of water)

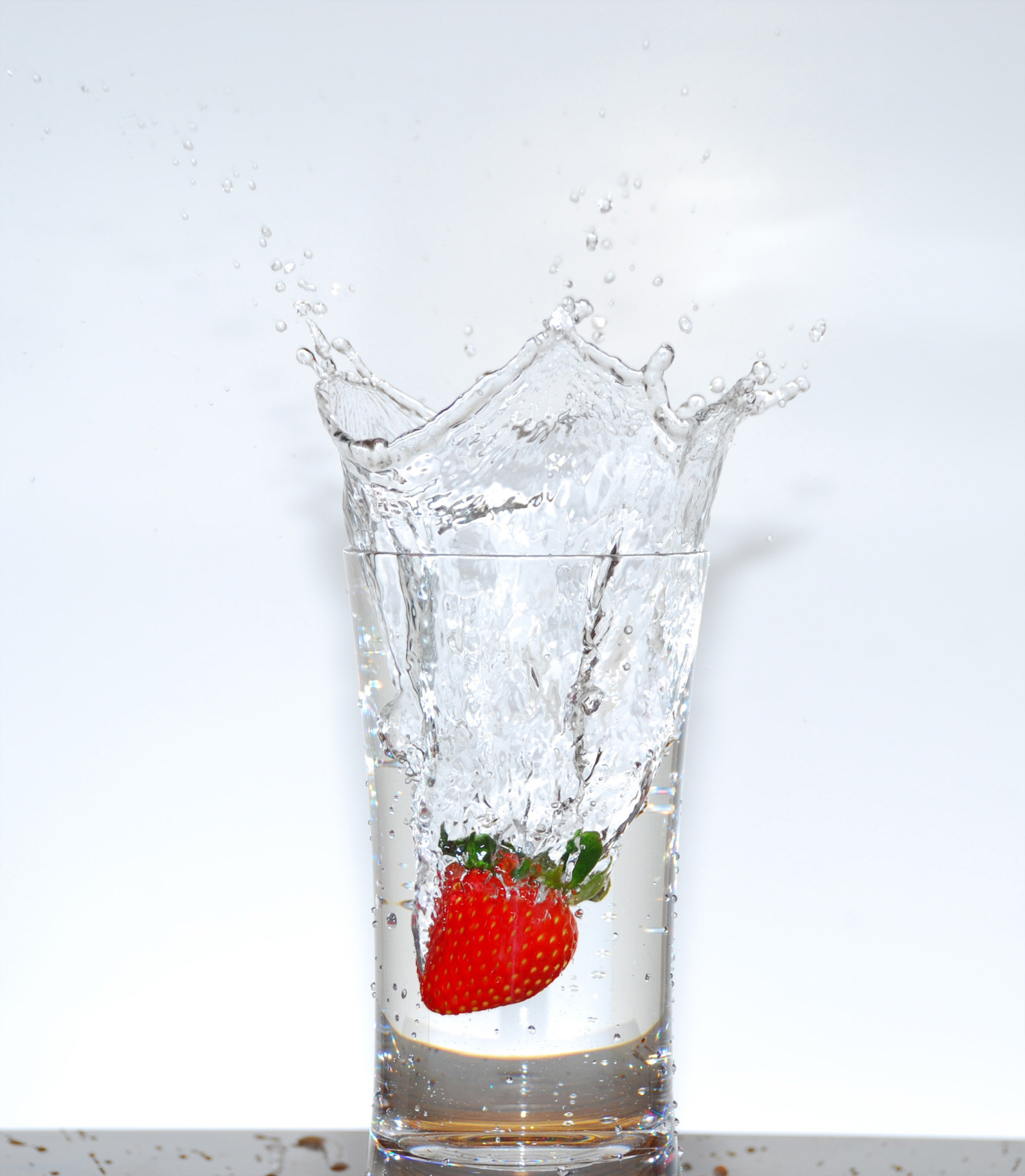
آب در مقدارهای کم (مثلا، در یک لیوان)، برای چشم انسان بی‌رنگ به نظر می‌رسد.

رنگ آب بسته به شرایط محیطی که آن آب در آن وجود دارد متفاوت است. با آنکه مقدار نسبتاً کمی آب بی‌رنگ به نظر می‌رسد، آب خالص دارای رنگ آبی ملایمی است که با افزایش ضخامت نمونهٔ مورد مشاهده، به سبز عمیق‌تری می‌گراید. رنگ آبی آب یک ویژگی ذاتی است و در اثر ویژگی جذب الکترومغناطیسی آب و پراکندگی نور سفید ایجاد می‌شود. عناصر حل شده یا ناخالصی‌های معلق نیز ممکن است رنگ متفاوتی به آب بدهند.

## رنگ ذاتی آب
رنگ ذاتی آب مایع را می‌توان با نگاه کردن به منبع نور سفید از طریق یک لوله بلند که از آب تصفیه شده پر شده و هر دو طرف آن با یک دریچهٔ شفافی بسته شده‌باشد، نشان داد. رنگ آبی فیروزه‌ای روشنی که دیده می‌شود ناشی از جذب ضعیفی است که در قسمت قرمز طیف مرئی است.

## رنگ دریاچه‌ها و اقیانوس‌ها
دریاچه‌ها و اقیانوس‌ها به دلیل‌های مختلفی آبی به نظر می‌رسند: یکی این که سطح آب منعکس کنندهٔ رنگ آسمان است، با آنکه این بازتاب به رنگ مشاهده شده کمک می‌کند، این تنها دلیل آن نیست. آب در استخرهایی با کناره‌هایی سفید رنگ پایین آبی فیروزه ای به نظر می‌رسد.